# Bundestagswahlkreis Zwickau
Der Bundestagswahlkreis Zwickau (Wahlkreis 164; bis zur Bundestagswahl 2021 Wahlkreis 165) ist ein Wahlkreis in Sachsen. Er umfasst den Landkreis Zwickau ohne die Gemeinden Callenberg, Gersdorf, Hohenstein-Ernstthal und Oberlungwitz sowie ohne die Verwaltungsgemeinschaften Limbach-Oberfrohna und Rund um den Auersberg.

## Geschichte
Da Sachsen zur Bundestagswahl 2009 einen Wahlkreis verlor und außerdem in Sachsen im Jahre 2008 eine größere Kreisreform stattfand, wurden die meisten sächsischen Wahlkreise neu abgegrenzt.  Der Wahlkreis Zwickau, der zur Bundestagswahl 2005 den ehemaligen Landkreis Zwickauer Land und die Stadt Zwickau umfasste, erhielt dabei zur Bundestagswahl 2009 seinen jetzigen Namen. Zudem wurde er um die im ehemaligen Landkreis Chemnitzer Land gelegenen Gemeinden Glauchau, Meerane, Schönberg, Oberwiera, Remse und Waldenburg erweitert, die bis 2009 im aufgelösten Bundestagswahlkreis Chemnitzer Land – Stollberg lagen.
| Wahl      | Wahlkreisnummer/-name        | Gebiet |
| --------- | ---------------------------- | --- |
| 1990–1998 | 327 Zwickau – Werdau         | Stadt Zwickau, alter Landkreis Zwickau, Landkreis Werdau |
| 2002–2005 | 167 Zwickauer Land – Zwickau | Stadt Zwickau, Landkreis Zwickauer Land |
| 2009      | 166 Zwickau                  | Landkreis Zwickau ohne Callenberg, Gersdorf, Hohenstein-Ernstthal und Oberlungwitz sowie ohne die Verwaltungsgemeinschaften Limbach-Oberfrohna und Rund um den Auersberg. |
| 2013–2021 | 165 Zwickau                  | Landkreis Zwickau ohne Callenberg, Gersdorf, Hohenstein-Ernstthal und Oberlungwitz sowie ohne die Verwaltungsgemeinschaften Limbach-Oberfrohna und Rund um den Auersberg. |
| 2025–     | 164 Zwickau                  | Landkreis Zwickau ohne Callenberg, Gersdorf, Hohenstein-Ernstthal und Oberlungwitz sowie ohne die Verwaltungsgemeinschaften Limbach-Oberfrohna und Rund um den Auersberg. |

## Wahlkreisabgeordnete
| Wahl | Abgeordneter | Abgeordneter      | Partei | Stimmen in % |
| ---- | ------------ | ----------------- | ------ | ------------ |
| 1990 |              | Michael Luther    | CDU    | 52,2         |
| 1994 | 49,5         | Michael Luther    | CDU    |              |
| 1998 | 34,5         | Michael Luther    | CDU    |              |
| 2002 | 39,4         | Michael Luther    | CDU    |              |
| 2005 | 34,6         | Michael Luther    | CDU    |              |
| 2009 | 38,8         | Michael Luther    | CDU    |              |
| 2013 |              | Carsten Körber    | CDU    | 44,6         |
| 2017 | 33,7         | Carsten Körber    | CDU    |              |
| 2021 |              | Matthias Moosdorf | AfD    | 25,6         |
| 2025 | 39,9         | Matthias Moosdorf | AfD    |              |

## Wahlergebnisse

### Bundestagswahl 2025
| Kandidaten                                             | Kandidaten                     | Parteien/Listen       | Erststimmen | Erststimmen | Zweitstimmen | Zweitstimmen |
| Kandidaten                                             | Kandidaten                     | Parteien/Listen       | Stimmen     | %           | Stimmen      | %            |
| ------------------------------------------------------ | ------------------------------ | --------------------- | ----------- | ----------- | ------------ | ------------ |
|                                                        | Jens Juraschka                 | SPD                   | 14.837      | 9,9         | 13.377       | 8,9          |
|                                                        | Carsten Körber                 | CDU                   | 35.506      | 23,7        | 31.886       | 21,3         |
|                                                        | Manuel Schramm                 | Bündnis 90/Die Grünen | 3.485       | 2,3         | 4.910        | 3,3          |
|                                                        | Nico Tippelt                   | FDP                   | 4.279       | 2,9         | 4.500        | 3,0          |
|                                                        | Matthias Moosdorfgewählt im WK | AfD                   | 59.725      | 39,9        | 60.795       | 40,6         |
|                                                        | Patrick Leonhardt              | Die Linke             | 11.214      | 7,5         | 12.797       | 8,5          |
|                                                        | Anselm Meyer                   | Freie Wähler          | 4.712       | 3,1         | 2.568        | 1,7          |
|                                                        | –                              | Tierschutzpartei      | –           | –           | 1.762        | 1,2          |
|                                                        | Désirée Engel                  | Die PARTEI            | 1.772       | 1,2         | 832          | 0,6          |
|                                                        | –                              | Piraten               | –           | –           | 159          | 0,1          |
|                                                        | –                              | Volt                  | –           | –           | 498          | 0,3          |
|                                                        | –                              | PdH                   | –           | –           | 88           | 0,1          |
|                                                        | Dagmar Marie Kolkmann-Lutz     | MLPD                  | 145         | 0,1         | 81           | 0,1          |
|                                                        | Susan Heinrich                 | Bündnis Deutschland   | 458         | 0,3         | 369          | 0,2          |
|                                                        | Heiko Döhler                   | BSW                   | 13.507      | 9,0         | 15.256       | 10,2         |
| Gesamt                                                 | Gesamt                         | Gesamt                | 149.640     | 100         | 149.878      | 100          |
|                                                        |                                |                       |             |             |              |              |
| Ungültige Stimmen                                      | Ungültige Stimmen              | Ungültige Stimmen     | 1.198       | 0,8         | 960          | 0,6          |
| Wähler                                                 | Wähler                         | Wähler                | 150.838     | 79,6        | 150.838      | 79,6         |
| Wahlberechtigte                                        | Wahlberechtigte                | Wahlberechtigte       | 189.565     |             | 189.565      |              |
|                                                        |                                |                       |             |             |              |              |
| Quellen: Die Bundeswahlleiterin, Kandidaten – Ergebnis |                                |                       |             |             |              |              |

### Bundestagswahl 2021
| Kandidaten                     | Kandidaten                     | Parteien/Listen                | Erststimmen | Erststimmen | Zweitstimmen | Zweitstimmen |
| Kandidaten                     | Kandidaten                     | Parteien/Listen                | Stimmen     | %           | Stimmen      | %            |
| ------------------------------ | ------------------------------ | ------------------------------ | ----------- | ----------- | ------------ | ------------ |
|                                | Matthias Moosdorfgewählt im WK | AfD                            | 37.135      | 25,6        | 36.601       | 25,1         |
|                                | Carsten Körber                 | CDU                            | 30.798      | 21,2        | 27.024       | 18,6         |
|                                | Sabine Zimmermann              | Linke                          | 22.583      | 15,5        | 13.629       | 9,4          |
|                                | Gundula Schubert               | SPD                            | 24.094      | 16,6        | 30.718       | 21,1         |
|                                | Nico Tippelt                   | FDP                            | 13.991      | 9,6         | 15.431       | 10,6         |
|                                | Wolfgang Wetzel                | Grüne                          | 5.988       | 4,1         | 7.134        | 4,9          |
|                                | –                              | Tierschutzpartei               | –           | –           | 3.093        | 2,1          |
|                                | –                              | Die PARTEI                     | –           | –           | 1.483        | 1,0          |
|                                | –                              | NPD                            | –           | –           | 400          | 0,3          |
|                                | Christian Drechsel             | FREIE WÄHLER                   | 6.105       | 4,2         | 4.004        | 2,8          |
|                                | –                              | PIRATEN                        | –           | –           | 463          | 0,3          |
|                                | Daniel Micklisch               | ÖDP                            | 474         | 0,3         | 310          | 0,2          |
|                                | –                              | V-Partei³                      | –           | –           | 104          | 0,1          |
|                                | –                              | MLPD                           | –           | –           | 92           | 0,1          |
|                                | Christoph Heinritz-Bechtel     | dieBasis                       | 3.975       | 2,7         | 2.720        | 1,9          |
|                                | –                              | Bündnis C                      | –           | –           | 697          | 0,5          |
|                                | −                              | III. Weg                       | –           | –           | 418          | 0,3          |
|                                | –                              | DKP                            | –           | –           | 96           | 0,1          |
|                                | –                              | Die Humanisten                 | –           | –           | 133          | 0,1          |
|                                | –                              | Gesundheitsforschung           | –           | –           | 579          | 0,4          |
|                                | –                              | Team Todenhöfer                | –           | –           | 244          | 0,2          |
|                                | –                              | Volt                           | –           | –           | 191          | 0,1          |
|                                | Thomas Krajak                  | Internationalistisches Bündnis | 145         | 0,1         | –            | –            |
| Gesamt                         | Gesamt                         | Gesamt                         | 145.288     | 100         | 145.546      | 100          |
|                                |                                |                                |             |             |              |              |
| Ungültige Stimmen              | Ungültige Stimmen              | Ungültige Stimmen              | 1.854       | 1,3         | 1.596        | 1,1          |
| Wähler                         | Wähler                         | Wähler                         | 147.142     | 74,4        | 147.142      | 74,4         |
| Wahlberechtigte                | Wahlberechtigte                | Wahlberechtigte                | 197.831     |             | 197.831      |              |
|                                |                                |                                |             |             |              |              |
| Quellen: Der Bundeswahlleiter, |                                |                                |             |             |              |              |

### Bundestagswahl 2017
| Kandidaten                     | Kandidaten                  | Parteien/Listen   | Erststimmen | Erststimmen | Zweitstimmen | Zweitstimmen |
| Kandidaten                     | Kandidaten                  | Parteien/Listen   | Stimmen     | %           | Stimmen      | %            |
| ------------------------------ | --------------------------- | ----------------- | ----------- | ----------- | ------------ | ------------ |
|                                | Carsten Körbergewählt im WK | CDU               | 48.347      | 33,7        | 45.106       | 30,3         |
|                                | Sabine Zimmermann           | Die Linke         | 36.881      | 25,7        | 24.665       | 16,6         |
|                                | Mario Pecher                | SPD               | 18.219      | 12,7        | 16.131       | 10,8         |
|                                | −                           | AfD               | –           | –           | 38.964       | 26,2         |
|                                | Wolfgang Wetzel             | GRÜNE             | 6.513       | 4,5         | 4.327        | 2,9          |
|                                | –                           | NPD               | –           | –           | 1.302        | 0,9          |
|                                | Jürgen Martens              | FDP               | 19.181      | 13,4        | 11.253       | 7,6          |
|                                | –                           | PIRATEN           | –           | –           | 463          | 0,3          |
|                                | –                           | FREIE WÄHLER      | –           | –           | 1.674        | 1,1          |
|                                | –                           | BüSo              | –           | –           | 105          | 0,1          |
|                                | –                           | MLPD              | –           | –           | 202          | 0,1          |
|                                | –                           | BGE               | –           | –           | 326          | 0,2          |
|                                | –                           | DiB               | –           | –           | 230          | 0,2          |
|                                | –                           | ÖDP               | –           | –           | 290          | 0,2          |
|                                | –                           | Die PARTEI        | –           | –           | 1.408        | 0,9          |
|                                | –                           | Tierschutzpartei  | –           | –           | 2.162        | 1,5          |
|                                | –                           | V-Partei³         | –           | –           | 212          | 0,1          |
|                                | Heiko Richter               | Einzelbewerber    | 12.622      | 8,8         | –            | –            |
|                                | Helmut Zagermann            | Einzelbewerber    | 1.617       | 1,1         | –            | –            |
| Gesamt                         | Gesamt                      | Gesamt            | 143.380     | 100         | 148.829      | 100          |
|                                |                             |                   |             |             |              |              |
| Ungültige Stimmen              | Ungültige Stimmen           | Ungültige Stimmen | 7.570       | 5,0         | 2.121        | 1,4          |
| Wähler                         | Wähler                      | Wähler            | 150.950     | 72,7        | 150.950      | 72,7         |
| Wahlberechtigte                | Wahlberechtigte             | Wahlberechtigte   | 207.606     |             | 207.606      |              |
|                                |                             |                   |             |             |              |              |
| Quellen: Der Bundeswahlleiter, |                             |                   |             |             |              |              |

### Bundestagswahl 2013
| Kandidaten                     | Kandidaten                  | Parteien/Listen   | Erststimmen | Erststimmen | Zweitstimmen | Zweitstimmen |
| Kandidaten                     | Kandidaten                  | Parteien/Listen   | Stimmen     | %           | Stimmen      | %            |
| ------------------------------ | --------------------------- | ----------------- | ----------- | ----------- | ------------ | ------------ |
|                                | Carsten Körbergewählt im WK | CDU               | 64.857      | 47,6        | 64.872       | 47,5         |
|                                | Sabine Zimmermann           | Die Linke         | 35.847      | 26,3        | 31.061       | 22,7         |
|                                | Andreas Weigel              | SPD               | 23.033      | 16,9        | 21.686       | 15,9         |
|                                | Nico Tippelt                | FDP               | 3.996       | 2,9         | 3.924        | 2,9          |
|                                | Lars Dörner                 | GRÜNE             | 4.334       | 3,2         | 4.653        | 3,4          |
|                                | Patrick Gentsch             | NPD               | 5.918       | 4,3         | 4.664        | 3,4          |
|                                | Kai-Uwe Ducke               | BüSo              | 1.030       | 0,8         | 384          | 0,3          |
|                                | –                           | MLPD              | –           | –           | 175          | 0,1          |
|                                | –                           | AfD               | –           | –           | 8.878        | 6,5          |
|                                | –                           | pro Deutschland   | –           | –           | 478          | 0,3          |
|                                | Ingo Göschel                | FREIE WÄHLER      | 3.823       | 2,8         | 2.690        | 2,0          |
|                                | Tristan Drechsel            | PIRATEN           | 2.744       | 2,0         | 2.589        | 1,9          |
| Gesamt                         | Gesamt                      | Gesamt            | 136.134     | 100         | 136.695      | 100          |
|                                |                             |                   |             |             |              |              |
| Ungültige Stimmen              | Ungültige Stimmen           | Ungültige Stimmen | 2.656       | 1,9         | 2.095        | 1,5          |
| Wähler                         | Wähler                      | Wähler            | 138.790     | 68,7        | 138.790      | 68,7         |
| Wahlberechtigte                | Wahlberechtigte             | Wahlberechtigte   | 201.934     |             | 201.934      |              |
|                                |                             |                   |             |             |              |              |
| Quellen: Der Bundeswahlleiter, |                             |                   |             |             |              |              |

### Bundestagswahl 2009
| Kandidaten                     | Kandidaten                  | Parteien/Listen       | Erststimmen | Erststimmen | Zweitstimmen | Zweitstimmen |
| Kandidaten                     | Kandidaten                  | Parteien/Listen       | Stimmen     | %           | Stimmen      | %            |
| ------------------------------ | --------------------------- | --------------------- | ----------- | ----------- | ------------ | ------------ |
|                                | Michael Luthergewählt im WK | CDU                   | 55.605      | 38,8        | 51.459       | 35,9         |
|                                | Andreas Weigel              | SPD                   | 20.864      | 14,6        | 21.336       | 14,9         |
|                                | Sabine Zimmermann           | Die Linke.            | 40.265      | 28,1        | 39.659       | 27,7         |
|                                | André Hubatschek            | FDP                   | 13.097      | 9,1         | 17.402       | 12,1         |
|                                | Martin Böttger              | Bündnis 90/Die Grünen | 6.491       | 4,5         | 6.418        | 4,5          |
|                                | Patrick Gentsch             | NPD                   | 5.394       | 3,8         | 5.268        | 3,7          |
|                                | Kai-Uwe Ducke               | BüSo                  | 995         | 0,7         | 1.011        | 0,7          |
|                                | —                           | REP                   | –           | –           | 517          | 0,4          |
|                                | —                           | MLPD                  | –           | –           | 316          | 0,2          |
|                                | Klaus-Dieter Kramer         | Einzelbewerber        | 520         | 0,4         | –            | –            |
| Gesamt                         | Gesamt                      | Gesamt                | 143.231     | 100         | 143.386      | 100          |
|                                |                             |                       |             |             |              |              |
| Ungültige Stimmen              | Ungültige Stimmen           | Ungültige Stimmen     | 2.383       | 1,6         | 2.228        | 1,5          |
| Wähler                         | Wähler                      | Wähler                | 145.614     | 63,4        | 145.614      | 63,4         |
| Wahlberechtigte                | Wahlberechtigte             | Wahlberechtigte       | 229.535     |             | 229.535      |              |
|                                |                             |                       |             |             |              |              |
| Quellen: Der Bundeswahlleiter, |                             |                       |             |             |              |              |

### Bundestagswahl 2005
| Kandidaten                     | Kandidaten                  | Parteien/Listen   | Erststimmen | Erststimmen | Zweitstimmen | Zweitstimmen |
| Kandidaten                     | Kandidaten                  | Parteien/Listen   | Stimmen     | %           | Stimmen      | %            |
| ------------------------------ | --------------------------- | ----------------- | ----------- | ----------- | ------------ | ------------ |
|                                | Michael Luthergewählt im WK | CDU               | 49.064      | 34,6        | 41.637       | 29,3         |
|                                | Andreas Weigel              | SPD               | 35.728      | 25,2        | 36.336       | 25,6         |
|                                | Sabine Zimmermann           | Die Linke.        | 37.000      | 26,1        | 36.237       | 25,5         |
|                                | Nico Tippelt                | FDP               | 7.897       | 5,6         | 13.186       | 9,3          |
|                                | Martin Böttger              | GRÜNE             | 3.476       | 2,5         | 4.839        | 3,4          |
|                                | Peter Klose                 | NPD               | 4.749       | 3,3         | 5.052        | 3,6          |
|                                | Mario Heinz                 | REP               | 1.070       | 0,8         | 1.063        | 0,7          |
|                                | Winfried Seuß               | PBC               | 1.563       | 1,1         | 1.610        | 1,1          |
|                                | Kai-Uwe Ducke               | BüSo              | 1.294       | 0,9         | 744          | 0,5          |
|                                | –                           | AGFG              | –           | –           | 774          | 0,5          |
|                                | –                           | MLPD              | –           | –           | 172          | 0,1          |
|                                | –                           | PSG               | –           | –           | 243          | 0,2          |
| Gesamt                         | Gesamt                      | Gesamt            | 141.841     | 100         | 141.893      | 100          |
|                                |                             |                   |             |             |              |              |
| Ungültige Stimmen              | Ungültige Stimmen           | Ungültige Stimmen | 2.748       | 1,9         | 2.696        | 1,9          |
| Wähler                         | Wähler                      | Wähler            | 144.589     | 74,8        | 144.589      | 74,8         |
| Wahlberechtigte                | Wahlberechtigte             | Wahlberechtigte   | 193.220     |             | 193.220      |              |
|                                |                             |                   |             |             |              |              |
| Quellen: Der Bundeswahlleiter, |                             |                   |             |             |              |              |

### Bundestagswahl 2002
| Kandidaten                     | Kandidaten                  | Parteien/Listen   | Erststimmen | Erststimmen | Zweitstimmen | Zweitstimmen |
| Kandidaten                     | Kandidaten                  | Parteien/Listen   | Stimmen     | %           | Stimmen      | %            |
| ------------------------------ | --------------------------- | ----------------- | ----------- | ----------- | ------------ | ------------ |
|                                | Michael Luthergewählt im WK | CDU               | 54.748      | 39,4        | 46.771       | 33,5         |
|                                | Andreas Weigel              | SPD               | 44.688      | 32,1        | 48.286       | 34,6         |
|                                | Renato Lorenz               | PDS               | 25.562      | 18,4        | 23.135       | 16,6         |
|                                | Erwin Killat                | GRÜNE             | 4.087       | 2,9         | 5.005        | 3,6          |
|                                | Ralf Lenk                   | FDP               | 7.316       | 5,3         | 9.265        | 6,6          |
|                                | –                           | REP               | –           | –           | 1.059        | 0,8          |
|                                | –                           | NPD               | –           | –           | 1.712        | 1,2          |
|                                | Uwe Stein                   | PBC               | 1.557       | 1,1         | 1.467        | 1,1          |
|                                | –                           | GRAUE             | –           | –           | 504          | 0,4          |
|                                | Ralf Geisendörfer           | BüSo              | 1.171       | 0,8         | 483          | 0,3          |
|                                | –                           | Schill            | –           | –           | 1.739        | 1,2          |
| Gesamt                         | Gesamt                      | Gesamt            | 139.129     | 100         | 139.426      | 100          |
|                                |                             |                   |             |             |              |              |
| Ungültige Stimmen              | Ungültige Stimmen           | Ungültige Stimmen | 2.907       | 2,0         | 2.610        | 1,8          |
| Wähler                         | Wähler                      | Wähler            | 142.036     | 72,7        | 142.036      | 72,7         |
| Wahlberechtigte                | Wahlberechtigte             | Wahlberechtigte   | 195.393     |             | 195.393      |              |
|                                |                             |                   |             |             |              |              |
| Quellen: Der Bundeswahlleiter, |                             |                   |             |             |              |              |

### Bundestagswahl 1998
| Kandidaten                     | Kandidaten                  | Parteien/Listen     | Erststimmen | Erststimmen | Zweitstimmen | Zweitstimmen |
| Kandidaten                     | Kandidaten                  | Parteien/Listen     | Stimmen     | %           | Stimmen      | %            |
| ------------------------------ | --------------------------- | ------------------- | ----------- | ----------- | ------------ | ------------ |
|                                | Michael Luthergewählt im WK | CDU                 | 54.890      | 34,5        | 49.498       | 31,1         |
|                                | Andreas Weigel              | SPD                 | 52.547      | 33,1        | 48.732       | 30,6         |
|                                | Klaus Reinhold              | PDS                 | 33.575      | 21,1        | 33.540       | 21,1         |
|                                | Erwin Killat                | GRÜNE               | 5.744       | 3,6         | 5.634        | 3,5          |
|                                | Andreas Schmalfuß           | F.D.P.              | 3.986       | 2,5         | 5.495        | 3,5          |
|                                | Ralf Geisendörfer           | BüSo                | 905         | 0,6         | 349          | 0,2          |
|                                | Bernd Kröher                | BFB – Die Offensive | 2.212       | 1,4         | 877          | 0,6          |
|                                | –                           | Chance 2000         | –           | –           | 373          | 0,2          |
|                                | –                           | DVU                 | –           | –           | 5.571        | 3,5          |
|                                | –                           | GRAUE               | –           | –           | 432          | 0,3          |
|                                | −                           | REP                 | –           | –           | 1.878        | 1,2          |
|                                | –                           | Pro DM              | –           | –           | 3.751        | 2,4          |
|                                | Peter Klose                 | NPD                 | 3.792       | 2,4         | 1.552        | 1,0          |
|                                | –                           | ödp                 | –           | –           | 139          | 0,1          |
|                                | Delia Strunz                | PBC                 | 1.253       | 0,8         | 1.370        | 0,9          |
| Gesamt                         | Gesamt                      | Gesamt              | 158.904     | 100         | 159.191      | 100          |
|                                |                             |                     |             |             |              |              |
| Ungültige Stimmen              | Ungültige Stimmen           | Ungültige Stimmen   | 2.753       | 1,7         | 2.466        | 1,5          |
| Wähler                         | Wähler                      | Wähler              | 161.657     | 81,8        | 161.657      | 81,8         |
| Wahlberechtigte                | Wahlberechtigte             | Wahlberechtigte     | 197.570     |             | 197.570      |              |
|                                |                             |                     |             |             |              |              |
| Quellen: Der Bundeswahlleiter, |                             |                     |             |             |              |              |

### Bundestagswahl 1994
| Kandidaten                    | Kandidaten                  | Parteien/Listen   | Erststimmen | Erststimmen | Zweitstimmen | Zweitstimmen |
| Kandidaten                    | Kandidaten                  | Parteien/Listen   | Stimmen     | %           | Stimmen      | %            |
| ----------------------------- | --------------------------- | ----------------- | ----------- | ----------- | ------------ | ------------ |
|                               | Michael Luthergewählt im WK | CDU               | 69.383      | 49,5        | 66.729       | 47,4         |
|                               | –                           | SPD               | 36.181      | 25,8        | 37.848       | 26,9         |
|                               | –                           | PDS               | 21.720      | 15,5        | 21.581       | 15,3         |
|                               | –                           | GRÜNE             | 7.204       | 5,1         | 5.623        | 4,0          |
|                               | –                           | F.D.P.            | 5.103       | 3,6         | 5.534        | 3,9          |
|                               | –                           | GRAUE             | –           | –           | 506          | 0,4          |
|                               | –                           | REP               | –           | –           | 2.101        | 1,5          |
|                               | –                           | MLPD              | –           | –           | 53           | 0,0          |
|                               | –                           | ÖDP               | –           | –           | 177          | 0,1          |
|                               | –                           | PBC               | –           | –           | 494          | 0,4          |
|                               | –                           | Einzelbewerber    | 602         | 0,4         | –            | –            |
| Gesamt                        | Gesamt                      | Gesamt            | 140.193     | 100         | 140.646      | 100          |
|                               |                             |                   |             |             |              |              |
| Ungültige Stimmen             | Ungültige Stimmen           | Ungültige Stimmen | 1.815       | 1,3         | 1.362        | 1,0          |
| Wähler                        | Wähler                      | Wähler            | 142.008     | 71,3        | 142.008      | 71,3         |
| Wahlberechtigte               | Wahlberechtigte             | Wahlberechtigte   | 199.213     |             | 199.213      |              |
|                               |                             |                   |             |             |              |              |
| Quellen: Der Bundeswahlleiter |                             |                   |             |             |              |              |

### Bundestagswahl 1990
| Kandidaten                  | Kandidaten                  | Parteien/Listen   | Erststimmen | Erststimmen | Zweitstimmen | Zweitstimmen |
| Kandidaten                  | Kandidaten                  | Parteien/Listen   | Stimmen     | %           | Stimmen      | %            |
| --------------------------- | --------------------------- | ----------------- | ----------- | ----------- | ------------ | ------------ |
|                             | Michael Luthergewählt im WK | CDU               | 81.508      | 52,2        | 78.630       | 50,1         |
|                             | Joachim Jatzkowski          | SPD               | 29.084      | 18,6        | 30.885       | 19,7         |
|                             | Werner Roß                  | PDS               | 12.027      | 7,7         | 11.120       | 7,1          |
|                             | Herbert Reischl             | DSU               | 4.046       | 2,6         | 2.420        | 1,5          |
|                             | Toni Roßberg                | F.D.P.            | 17.807      | 11,4        | 22.326       | 14,2         |
|                             | Erwin Killat                | GRÜNE             | 10.833      | 6,9         | 7.353        | 4,7          |
|                             | –                           | BSA               | –           | –           | 21           | 0,0          |
|                             | −                           | LIGA              | –           | –           | 635          | 0,4          |
|                             | −                           | DIE GRAUEN        | –           | –           | 795          | 0,5          |
|                             | −                           | REP               | –           | –           | 1.897        | 1,2          |
|                             | –                           | KPD               | –           | –           | 67           | 0,0          |
|                             | Udo Dittrich                | NPD               | 851         | 0,5         | 563          | 0,4          |
|                             | –                           | ÖDP               | –           | –           | 211          | 0,1          |
|                             | –                           | Patrioten         | –           | –           | 15           | 0,0          |
|                             | –                           | SpAD              | –           | –           | 18           | 0,0          |
|                             | –                           | VAA               | –           | –           | 70           | 0,0          |
| Gesamt                      | Gesamt                      | Gesamt            | 156.156     | 100         | 157.026      | 100          |
|                             |                             |                   |             |             |              |              |
| Ungültige Stimmen           | Ungültige Stimmen           | Ungültige Stimmen | 3.567       | 2,2         | 2.697        | 1,7          |
| Wähler                      | Wähler                      | Wähler            | 159.723     | 77,1        | 159.723      | 77,1         |
| Wahlberechtigte             | Wahlberechtigte             | Wahlberechtigte   | 207.179     |             | 207.179      |              |
|                             |                             |                   |             |             |              |              |
| Quellen: Statistik Sachsen, |                             |                   |             |             |              |              |